# Odobenocetopsidae
Famille
Genre
Espèces de rang inférieur
- † Odobenocetops peruvianus (espèce type)[1]
- † Odobenocetops leptodon[2]

Les Odobenocetopsidae constituent une famille éteinte de cétacés dont on ne connaît actuellement que le genre type, Odobenocetops. Les restes de cet animal, proche des narvals modernes, ont été découverts dans la formation de Pisco sur la côte sud du Pérou. Cette formation géologique date du Néogène, probablement du Miocène supérieur (Messinien).

## Étymologie
« Odobenocetops » est un mélange de grec et de latin, ce nom signifie « baleine-morse », en raison de ses longues défenses (le nom scientifique du morse étant Odobenus rosmarus, du grec odous, signifiant « dent » et baino, signifiant « marcher », et tiré des observations de morses s'aidant de leurs défenses afin de se hisser hors de l'eau).

## Datation
Une nouvelle datation de la formation de Pisco réalisée en 2012 a remis en cause son âge classique (Pliocène. Cette datation radiométrique par l'uranium-plomb sur des cristaux de zircon et  par des analyses du rapport isotopique du strontium ont fourni un âge entre 8 et 6 Ma (millions d'années) ce qui daterait la formation de Pisco du Messinien, dernier étage du Miocène supérieur.

## Description et caractéristiques
Cette famille est apparentée aux narvals et aux bélugas. Elle a été décrite grâce à des spécimens mesurant 3,50 mètres de long appartenant à deux espèces différentes découvertes à Sacao, dans la région d'Arequipa au Pérou.

### Évolution convergente
Odobenocetops est une forme originale de cétacés qui montre un cas remarquable d'évolution convergente. La morphologie de son squelette post-crânien est typique de celle d'un cétacé à dents tandis que son crâne et ses habitudes alimentaires se rapprochent de ceux du morse moderne, mammifère marin de l'ordre des Carnivora, très éloigné des cétacés qui sont des Cetartiodactyla (artiodactyles au sens large).

### Défenses

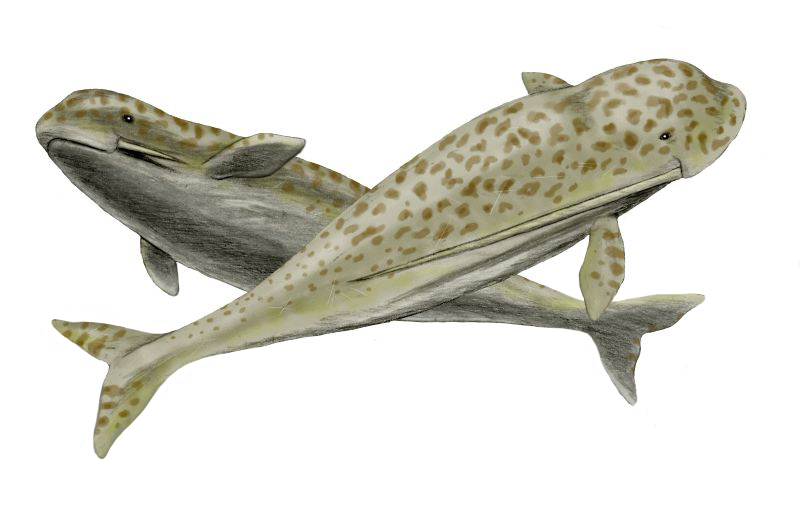
Dessin de deux Odobenocetops, une femelle à gauche et un mâle à droite.

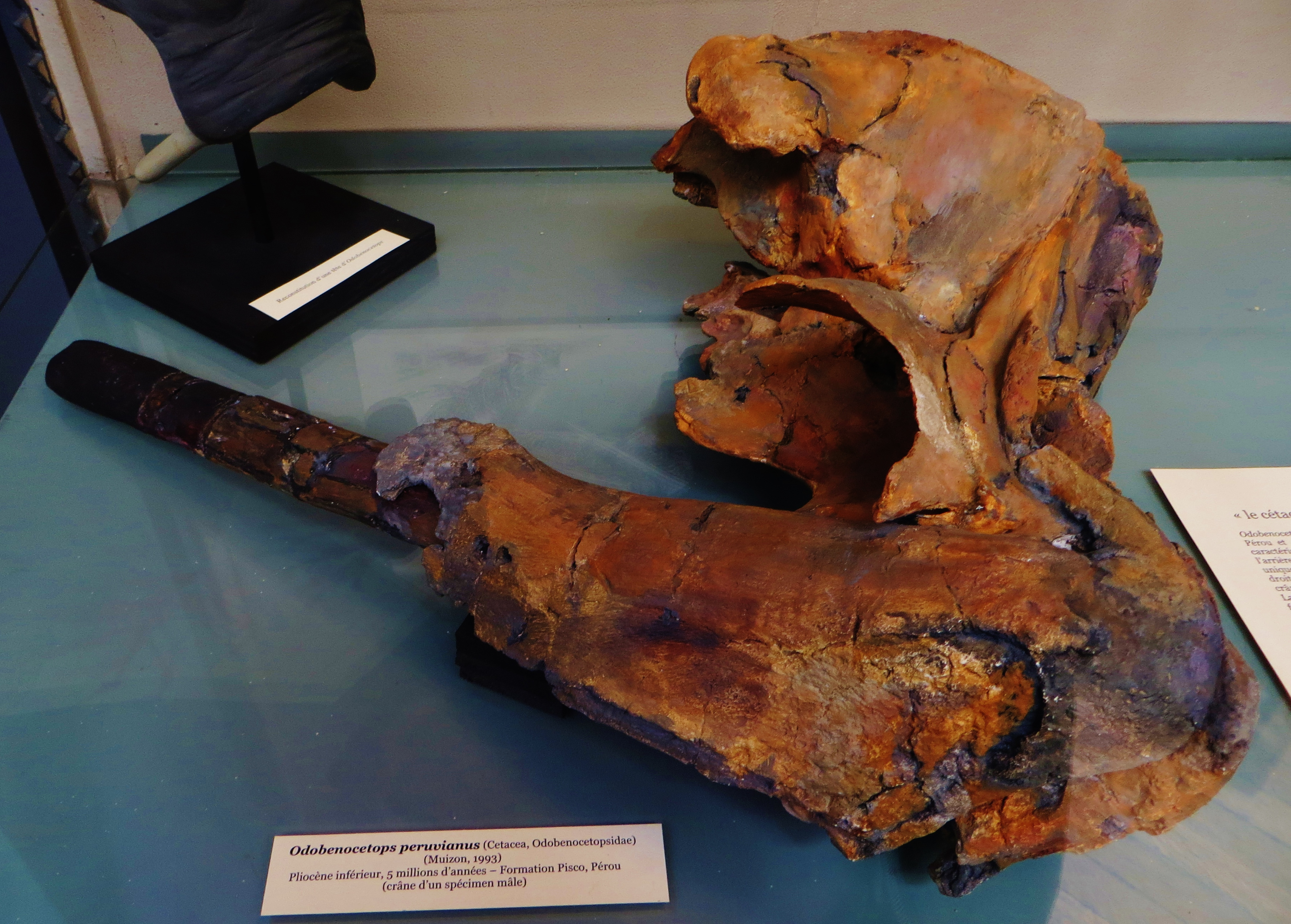
Crâne fossile d'Odobenocetops peruvianus en exposition à la galerie de Paléontologie du Muséum national d'histoire naturelle, à Paris.

Les Odobenocetopsidae sont remarquables par leurs défenses orientées vers l'arrière. Chez le mâle ces défenses sont asymétriques. La défense droite est rectiligne et mesure jusqu'à 1,35 mètre de long ; lors de la nage elle devait rester en position parallèle au corps de l'animal. La défense gauche ne mesure qu'une trentaine de centimètres. Ces animaux montrent un fort dimorphisme sexuel puisque la femelle ne possède que deux petites défenses de taille égale,. Le rôle de ces défenses est discuté, elles auraient pu servir :
- à gratter le fond marin à la recherche de nourriture ;
- d'organe sensoriel et d'orientation comme ceux des narvals actuels, entre autres pour rechercher de la nourriture[4] ;
- lors de combats entre mâles lors de joutes lors de la saison des accouplements[6].

### Paléobiologie
Odobenocetops vivait dans des habitats marins côtiers et peu profonds. Son rostre (museau) est particulièrement court et nettement dirigé vers le bas tandis que ses narines sont au contraire rejetées en arrière vers le haut du rostre, de plus son condyle occipital est extrêmement saillant ce qui est révélateur d'une grande mobilité du cou. Ces trois éléments anatomiques témoignent d'un animal qui se nourrissait sur le fond de la mer.
Il se nourrissait vraisemblablement de coquillages vivant en fond de mer ou enfouis dans les sédiments. Comme les morses actuels il utilisait probablement sa langue et ses lèvres supérieures puissantes (révélées par la présence de fortes empreintes musculaires sur les bords antérieurs des prémaxillaires) pour aspirer par succion les parties molles de ses proies. La présence de vibrisses autour de sa bouche, à l'instar des morses n'est pas exclue.

## Liste des espèces
Deux espèces ont été identifiés dans la formation de Pisco :

### Odobenocetops peruvianus
C'est l'espèce type.

### Odobenocetops leptodon
La seconde espèce a été découverte dans une position stratigraphique légèrement plus récente que celle dans laquelle l'espèce type avait été trouvée. O. leptodon possédait un petit melon au contraire de O. peruvianus qui en était dépourvu. La présence de cet organe d'écholocation (sonar) parait compenser une moins bonne vision binoculaire, indiquée par un bord antérodorsal de son orbite légèrement concave,. Les deux espèces ont coexisté, occupant probablement des niches écologiques légèrement différentes.

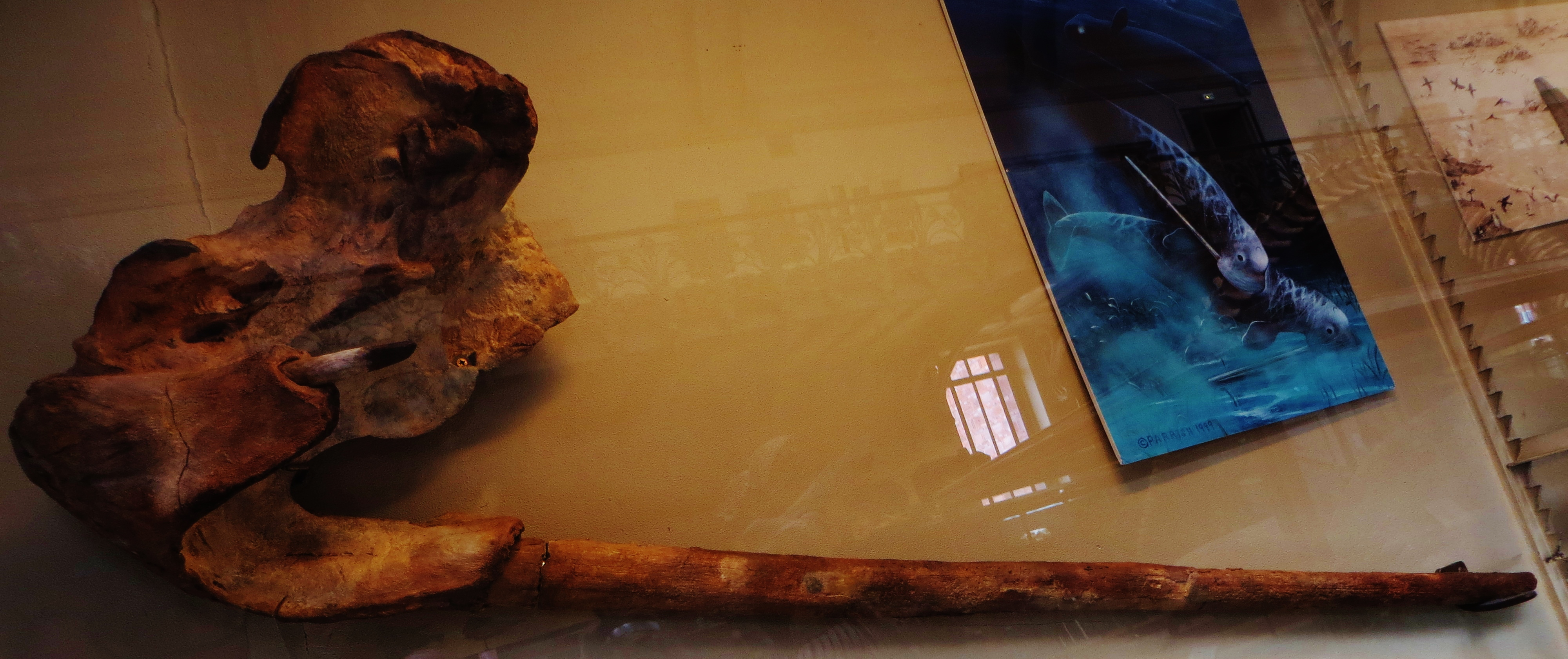
Crâne fossile d'Odobenocetops leptodon

### Ouvrages
- (en) T. Haines et P. Chambers, The Complete Guide to Prehistoric Life, Italie, Firefly Books Ltd, 2007, 186–187 p. (ISBN 978-1-55407-181-4 et 1-55407-181-X).

### Articles
- (en) C. Muizon, D. Domning et M. Parrish, « Défenses dimorphiques et stratégies adaptatives chez une nouvelle espèce de dauphin convergent vers les morses (Odobenocetopsidae) du Pliocène du Pérou », Comptes Rendus de l'Académie des Sciences - Séries IIA - Earth and Planetary Science, vol. 329, no 6,‎ 1999, p. 449–455 (DOI 10.1016/S1251-8050(00)80070-1, [http://www.sciencedirect.com/science/article/pii/S1251805000800701?via%3Dihub]).
- (en) Dana J. Ehret, Bruce J. MacFadden, Douglas S. Jones, Thomas J. Devries, David A. Foster et Rodolfo Salas-Gismondi, « Origin of the white shark Carcharodon (Lamniformes: Lamnidae) based on recalibration of the Upper Neogene Pisco Formation of Peru », Palaeontology, vol. 55, no 6,‎ 2012, p. 1139–1153 (DOI 10.1111/j.1475-4983.2012.01201.x, lire en ligne).
- (en) C. Muizon, D. P. Domning et D. R. Ketten, « (Odobenocetops peruvianus), the walrus-convergent delphinoid (mammalia: cetacea) from the early pliocene of Peru », Smithsonian Contributions to Paleobiology, vol. 93,‎ 2002, p. 223–261 (lire en ligne, consulté le 21 mars 2017).
- (en) C. Muizon, « Walrus-like feeding adaptation in a new cetacean from the Pliocene of Peru », Nature, vol. 365,‎ 1993, p. 745–748 (DOI 10.1038/365745a0).
- (en) C. d. Muizon et D. P. Domning FLS, « The anatomy of Odobenocetops (Delphinoidea, Mammalia), the walrus-like dolphin from the Pliocene of Peru and its palaeobiological implications », Zoological Journal of the Linnean Society, vol. 134,‎ 2002, p. 423–452 (DOI 10.1046/j.1096-3642.2002.00015.x, lire en ligne).
- Sylvie Brieu, « Une nouvelle famille de dauphins... à défenses » », National Geographic Magazine France, vol. no ,‎ 1er octobre 1999, iii.